# Norbusang
Norbusang är en sammanslutning av de nordiska ländernas körorganisationer för barn och ungdomar. Den första Norbusangfestivalen ordnades år 1987 i Norge.

## Beskrivning
Norbusangs uppgift är att:
- skapa kontakter mellan unga korister och körledare från hela Norden bland annat genom den årliga festivalen Norbusang
- verka för utbyte av repertoar mellan länderna, samt för att det skapas ny nordisk repertoar för barn och ungdomar
- förmedla kunskap och erfarenheter för att främja ett medvetet utvecklingsarbete, både musikaliskt och pedagogiskt

### Medlemsorganisationer
Finland
- DUNK – De Ungas Musikförbund i Svenskfinland
- Nuorten Kuoroliitto (SULASOL)

Norge
- Ung i kor
- Ung Kirkesang

Island
- KORIS

Danmark
- FUK – Folkekirkens Ungdomskor

Sverige
- UNGiKÖR
- RUM – Riksförbundet Unga Musikanter

## Lista över Norbusangfestivaler
- Drøbak, Norge 1987
- Helsingfors, Finland 1991
- Göteborg, Sverige 1992
- Aalborg, Danmark 1993
- Gjøvik, Norge 1994
- Ekenäs, Finland 1995
- Kristianstad, Sverige 1996
- Frederikshavn, Danmark 1997
- Stavanger, Norge 1998
- Grankulla, Finland 1999

- Reykjavik, Island 2000

- Kalmar, Sverige 2001

- Esbjerg, Danmark 2002
- Bodø, Norge 2003
- Åbo, Finland 2004
- Västerås, Sverige 2005
- Odense, Danmark, 2006
- Garðabær, Island 2007
- Drøbak, Norge 2008
- Jakobstad, Finland 2009

- Malmö, Sverige 2010
- Horsens, Danmark 2011

- Reykjavik, Island 2012
- Fredrikstad, Norge 2013
- Borlänge, Sverige 2014
- Esbo, Finland 2015
- Holstebro, Danmark 2016
- Bergen, Norge 2017
- Reykjavik, Island 2018
- Borgå, Finland 2019
- Nyköping, Sverige 2020